# Andrea Marunde
Andrea Marunde (* 3. März 1964 in Hamburg) ist eine ehemalige deutsche Volleyball- und Beachvolleyballspielerin.

## Sportliche Karriere Halle
Andrea Marunde begann 1976 mit dem Volleyball. Sie spielte in der Ersten und Zweiten Bundesliga bei der VG Alstertal-Harksheide, dem 1. VC Hamburg und seit 1994 beim TV Fischbek. Für die Juniorinnen-Nationalmannschaft absolvierte sie 22 Länderspiele. Mit dem TV Fischbek wurde sie mehrfach Deutsche Meisterin der Seniorinnen. 2015 gewann sie in den USA mit der Seniorinnen-Nationalmannschaft die Ü50-Weltmeisterschaft.

## Sportliche Karriere Beach
Andrea Marunde belegte bei der Deutschen Meisterschaft am Timmendorfer Strand 1994 an der Seite von Kerstin Asbar Platz drei und 1995 mit Heike Weber Platz neun. Mit Martina Hauschild nimmt sie heute an Deutschen Seniorenmeisterschaften teil.

## Privates
Andrea Marunde ist mit dem Volleyballtrainer Knut Rettig verheiratet und hat eine Tochter.